# 七將攻底比斯
《七将攻底比斯》（希臘語：Ἑπτὰ ἐπὶ Θήβας），又译七雄攻忒拜，是古希腊剧作家埃斯库罗斯的悲剧作品，故事讲述了忒拜的两位王子争夺王位自相残杀而死的故事。稍晚的欧里庇得斯也就相同的题材作了一部《腓尼基妇女》。
俄狄浦斯幼子波呂尼刻斯被胞兄厄忒俄克勒斯从忒拜逐出后来到阿耳戈斯城，并娶了该城国王阿德剌斯托斯的大女儿阿耳基刻。
阿耳戈斯国王阿德拉斯托斯、波吕尼刻斯本人、阿德拉斯托斯女婿堤丟斯、预言家安菲阿拉俄斯、国王之甥卡帕纽斯、国王的兄弟希波迈冬以及女獵手阿塔蘭忒之子包色諾包伊斯，共七位英雄率领七支军队远征被称为七门之城的忒拜以帮助波吕尼克斯夺回王位，每个英雄分别围攻七座城门中的一座。
在经过了一段时间的战斗后，波吕尼刻斯与厄忒俄克勒斯决定单独决斗。厄忒俄克勒斯一剑刺中了波吕尼刻斯的腹部，以为取得了胜利，在弯腰拣拾对手的武器时被垂死的波吕尼刻斯一剑刺死。
波吕尼刻斯曾想让临死的俄狄浦斯回到忒拜巩固自己的统治，俄狄浦斯诅咒：“你无法毁灭你父亲的城市，你和你兄弟必然会躺在你们自己的血泊之中。”现在这诅咒变成了现实。
双方都认为自己一方才算胜利。阿耳戈斯军想再攻打忒拜，但忒拜军队在观看决斗时仍保持着战斗的队形，向乱作一团的阿耳戈斯军队杀来。阿耳戈斯军队惨败溃退。
俄狄浦斯的两个儿子七将攻忒拜之战战死后，他的女儿安提戈涅也被新国王克律翁处死。